# Hotel Geiger

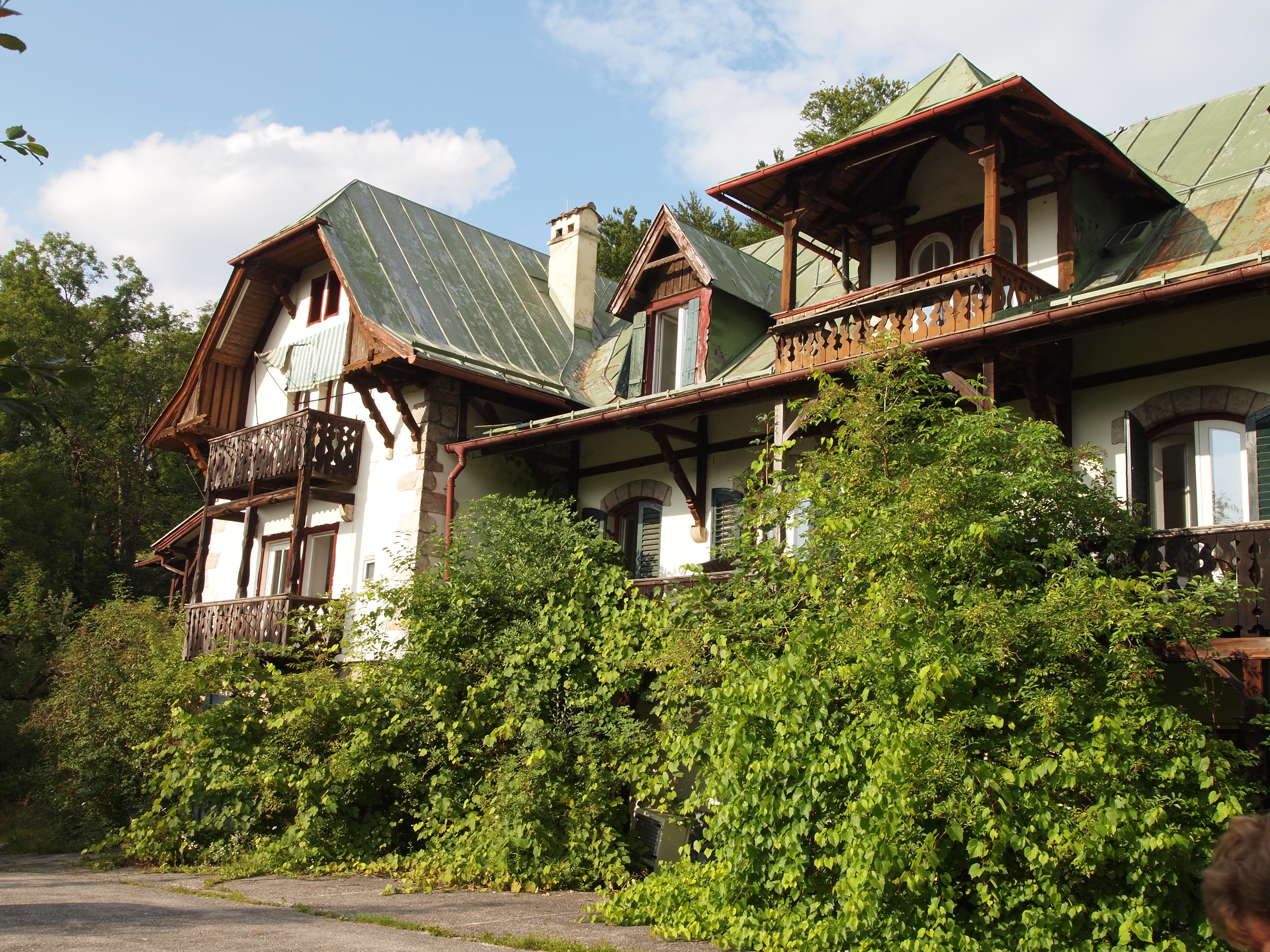
Hotel Geiger, Logierhaus (2012)

Das Hotel Geiger war ein traditionsreiches denkmalgeschütztes Hotel in der oberbayerischen Gemeinde Bischofswiesen am Ortseingang von Berchtesgaden. Es wurde 1866 als Pension eröffnet und bis 1924 zu einer Hotelanlage mit einer repräsentativ ausgestatteten Gebäudegruppe im Heimatstil erweitert. Nach dem Zweiten Weltkrieg kamen noch weitere Gebäude hinzu. Die historischen Gebäude des Hotels standen unter Denkmalschutz.
In seiner Blütezeit zählte das zur europäischen Luxusklasse gehörende Hotel zu den ersten Adressen der Region und wurde von zahlreichen Mitgliedern der Hochfinanz und des europäischen Hochadels besucht. 1997 musste es wegen Insolvenz geschlossen werden und stand seitdem leer, befand sich aber weiterhin im Eigentum der Familie Geiger. Es gab verschiedene Nachnutzungskonzepte, von denen aber keines zur Umsetzung kam.
Im Juli 2017 wurde das Gelände vom Berchtesgadener Laborunternehmer und Grünen-Politiker Bartl Wimmer ersteigert. 2018 wurde mit den Abrissarbeiten des Hotels begonnen, im Januar 2019 wurde das letzte Gebäude abgebrochen.

## Lage
Die Hotelanlage befand sich in der Stanggaß, einer Gnotschaft der Gemeinde Bischofswiesen an der Bundesstraße 20 am Ortseingang zum benachbarten Markt Berchtesgaden. Die Gebäudegruppe erstreckte sich, zurückgesetzt von der Bundesstraße 20 und um einige Meter erhöht über dem Straßenniveau, über ein weitläufiges, parkähnlich angelegtes Hanggrundstück mit Südorientierung und u. a. Blick zum Watzmann.

## Geschichte

### Hotelbetrieb
Am 17. August 1865 erwarb der pensionierte königlich bayerische Zollinspektor Hugo Geiger (1828–1874) mit dem Hienleitlehen ein Bauernhaus aus dem 18., in Teilen aus dem 15. Jahrhundert, das er im folgenden Jahr zur Pension umbaute. Die große Nachfrage nach Unterkünften führte schon 1874 zu einer Erweiterung des Hauses um einen zusätzlichen Flügel mit Gästezimmern an seiner südöstlichen Seite.
Nach dem Tod von Hugo Geiger übernahm seine Witwe (1833 od. 1834–1894) die Leitung der bereits „vornehmen Pension“ und ließ ab 1884 insbesondere die zentralen Räume des Hotels repräsentativ und mondän ausgestalten. Unter ihrer Federführung wurde 1890 auch nach Entwürfen des Architekten Wicklein nordwestlich des Hotels an der Stelle des dort befindlichen alten Badehauses ein zusätzliches Gästehaus, das damals so genannte Neue Logierhaus (später Dependance genannt) errichtet.

Erhaltenes Feuerwehrgerätehaus bzw. „Feuerlösch-Requisiten-Lokal“ von 1900

Nach dem Tod der Mutter ging die Leitung des Hauses 1894 an den Sohn Franz Geiger (1859–1929; Bürgermeister von Bischofswiesen 1900–1919) und dessen Gattin Nina, geborene Kriß, die der Besitzerfamilie des Hofbrauhauses Berchtesgaden entstammte. Von ihm ist um 1900 direkt an der heutigen Bundesstraße unweit der Zufahrt zum Hotel das sogenannte „Feuerlösch-Requisiten-Lokal“ errichtet worden, das jahrzehntelang als Feuerwehrgerätehaus der von ihm mitbegründeten Freiwilligen Feuerwehr Stanggaß diente. 1924 wurde für die Gäste an der Straße unweit der Zufahrt eine hoteleigene Tankstelle mit Waschhaus erstellt, die vermutlich die erste Tankstelle Bischofswiesens war. Im gleichen Jahr wurde das daran angrenzende sogenannte Schneiderhäusel, ein in der zweiten Hälfte des 19. Jahrhunderts errichtetes Handwerkerhaus ausgebaut. An das Haupthaus wurde 1933 auf der Rückseite ein flacher Küchentrakt angefügt; der einzige alte Bereich, der bereits zuvor teilweise unterkellert gewesen war.
1969 wurde auf der südlichen Fläche vor dem Restaurant ein Freibad mit eigener Umkleide und Saunahütte gebaut. 1972 erhielt das inzwischen „europaweit zur Luxusklasse“ zählende Hotel ein eigenes Hallenbad. Zudem wurde 1976 ein weiteres Bettenhaus mit zwei Etagen errichtet, das als letzte größere Baumaßnahme 1982 um ein weiteres Stockwerk erweitert worden ist.
Zahlreiche prominente Gäste aus dem deutschen und europäischen Hochadel stiegen in dem Hotel ab, darunter Prinz Friedrich von Anhalt (1881), Prinz Max von Baden (1911), Prinz Oskar von Preußen (1926) und die niederländische Königinmutter Emma zu Waldeck und Pyrmont (1929). Daneben verkehrten dort aber auch Personen aus Kunst und Wissenschaft, so die Schriftsteller Ernst von Wildenbruch (1887), Paul Heyse (1890), Thomas Mann (1904) und der Medizinprofessor Ferdinand Sauerbruch (1921). Während des Zweiten Weltkriegs diente es als Erholungsheim für Offiziere der Luftwaffe, nach Kriegsende wurde es von der US-Armee als Offizierwohnheim genutzt. In dieser Zeit weilte auch der junge Offizier John F. Kennedy einmal im Haus Geiger. Weitere prominente Gäste des Hotels waren in der Nachkriegszeit dann noch u. a. Prinz Philipp von Hessen (1950) und der kanadische Premierminister Pierre Trudeau (1975). Auch Größen des Showgeschäfts wie Elvis Presley, Donna Summer und Robin Gibb von den Bee Gees u. a. m. übernachteten im Hotel Geiger.

### Nach der Hotelschließung
Am 1. November 1997 musste der Hotelbetrieb nach 132 Jahren Familiengeschichte eingestellt bzw. „das Haus (…) wegen Insolvenz geschlossen werden“, Grundstück und Gebäude verblieben aber bis zum 4. Juli 2017 im Besitz der Familie Geiger. Noch bis Sommer 1998 bewacht und beheizt, diente das Anwesen in den Jahren 1996 bis 1998 als Kulisse für Kinofilme wie Der Winterschläfer und Wilde Hühner sowie für Episoden verschiedener Fernsehserien wie Tierarzt Dr. Quirin Engel und Weißblaue Geschichten. Seither sind insbesondere die Gebäude „Verfall und Vandalismus preisgegeben“. Von mehreren Nachnutzungskonzepten wurde keines verwirklicht.
Für eines der geplanten Projekte hatte das Landratsamt Berchtesgadener Land als Bauaufsichtsbehörde 2006 sogar den Abriss der Hotelanlage gegen den Willen des Bayerischen Landesamtes für Denkmalpflege genehmigt. Der Investor nahm allerdings kurze Zeit später wieder Abstand von seinem Vorhaben, und so unterblieb der Abriss.
Zuletzt wurden im Juli 2015 Pläne bekannt, wonach auf dem Hotelgelände ein Zentralgebäude mit vier Chalet-Gebäuden entstehen sollte. Dabei war fraglich, „ob die bestehenden Gebäude saniert oder abgerissen werden,“ wobei davon ausgegangen wurde, dass von den Häusern „höchstens Einzelteile erhalten“ werden könnten. Doch auch dieses Projekt ist nicht verwirklicht worden.
Anfang Mai 2016 wurde das Schneiderhäusl auf Anordnung des Landratsamtes Berchtesgadener Land kontrolliert zum Einsturz gebracht. Das Landratsamt hatte in seiner Funktion als untere Denkmalschutzbehörde laut dem Eigentümer diesen Abbruch gefordert, nachdem bereits zuvor Sicherheitsmaßnahmen gegen abbröckelnde Gebäudeteile notwendig geworden waren und „das Risiko eines unkontrollierten Einsturzes zu groß gewesen sei“.
Am 20. Oktober 2016 brach im Erdgeschoss des 1976 errichteten Bettenhauses ein Feuer aus, das sich über den hölzernen Balkon bis in den Dachstuhl
ausbreitete, das die oberen zwei der drei Stockwerke des Gebäudes zerstörte. Da der Strom seit 1997 abgeschaltet war, kommt laut Polizei für den Brand als Ursache nur Fahrlässigkeit oder Brandstiftung in Frage.
Im Juli 2017 wurde das Anwesen auf Betreiben der Sparkasse Berchtesgadener Land für 2,4 Millionen Euro zwangsversteigert, Höchstbietender war der Arzt und Politiker Bartl Wimmer aus Berchtesgaden.
Im Januar 2018 begann der Abriss einzelner neuerer Gebäudeteile, bis März war auch das Haupthaus abgerissen. Nur das Logierhaus blieb zunächst stehen. Im Januar 2019 wurde mit dem Abriss auch dieses Gebäudeteils begonnen, obwohl es als Teil des ehemaligen Hotels Geiger unter Denkmalschutz stand. Doch nach Aussage von Bartl Wimmer war „das Gebäude nach über 20 Jahren Leerstand nicht mehr zu erhalten“, da „die Bausubstanz [...] erheblich gelitten“ hätte. Nach dessen Abriss ließ Wimmer auf dem Anwesen den Kulturhof Stanggaß errichten, der im November 2021 wiederum als Hotel u. a. mit Restaurant und Festsaal für 250 Personen eröffnet wurde.

## Architektur
Der historische Bestand des Hotels umfasste das Haupthaus mit seinem Seitenflügel, das 1890 errichtete Neue Logierhaus („Dependance“) sowie die unmittelbar an der Berchtesgadener Straße errichtete Häusergruppe aus Tankstelle, Wäscherei, Feuerwehrgerätehaus. Bis 2016 gehörte dazu noch das neben Tankstelle und Waschhaus gelegene Schneiderhäusl. Zu den zwischen 1960 und 1982 in dem der Straße abgewandten Bereich errichteten Bauten gehörten ein Wohn- und Garagengebäude, ein Freibad, ein Hallenbad und ein weiteres Bettenhaus.

### Einzelgebäude
Haupthaus
Das Haupthaus, auch als „Altes Haus“ bezeichnet, war ein dreigeschossiger Satteldachbau mit Lauben und Zwerchhäusern. Der sich im Südosten anschließende Seitenflügel war ebenfalls dreigeschossig mit Satteldach. Haupthaus und Seitenflügel wurden im Heimatstil errichtet. Die regionaltypischen flachen Satteldächer waren ursprünglich mit roten Pfannen gedeckt, wurden aber nach dem Zweiten Weltkrieg ebenso regionaltypisch mit Zinkblech gedeckt und grün gestrichen. Die schlichten Fassaden wurden durch einheitlich angeordnete umlaufende Fensterreihen gegliedert. Der Fassade waren große zwei- bzw. dreigeschossige hölzerne Balkonvorbauten mit ausladend aufgesetzten Satteldächern vorgestellt. Deren Erscheinungsbild bestimmten aus Laubsägearbeiten gefertigte Geländer mit historisierenden Motiven.
Neues Logierhaus
Das Neue Logierhaus entstand 1890 als Bettenhaus und war im gleichen Stil gehalten wie das Haupthaus. Es wies zwei Geschosse mit einem Schopfwalmdach sowie Zwerchhäuser, Gauben, Balkone und Zierfachwerk auf. Im Westen hatte das Neue Logierhaus ein ebenfalls zweigeschossiges Querhaus mit Schopfwalmdach, Balkon und Zwerchgiebel.
Modernes Bettenhaus
Das 1976 errichtete und 1982 um ein weiteres Stockwerk erweiterte Bettenhaus war ein dreigeschossiger Satteldachbau. Jedes Stockwerk hatte an der Frontseite einen durchgehenden Balkon. Die oberen beiden Stockwerke wurden 2016 durch einen Brand zerstört.
Handwerkerhaus

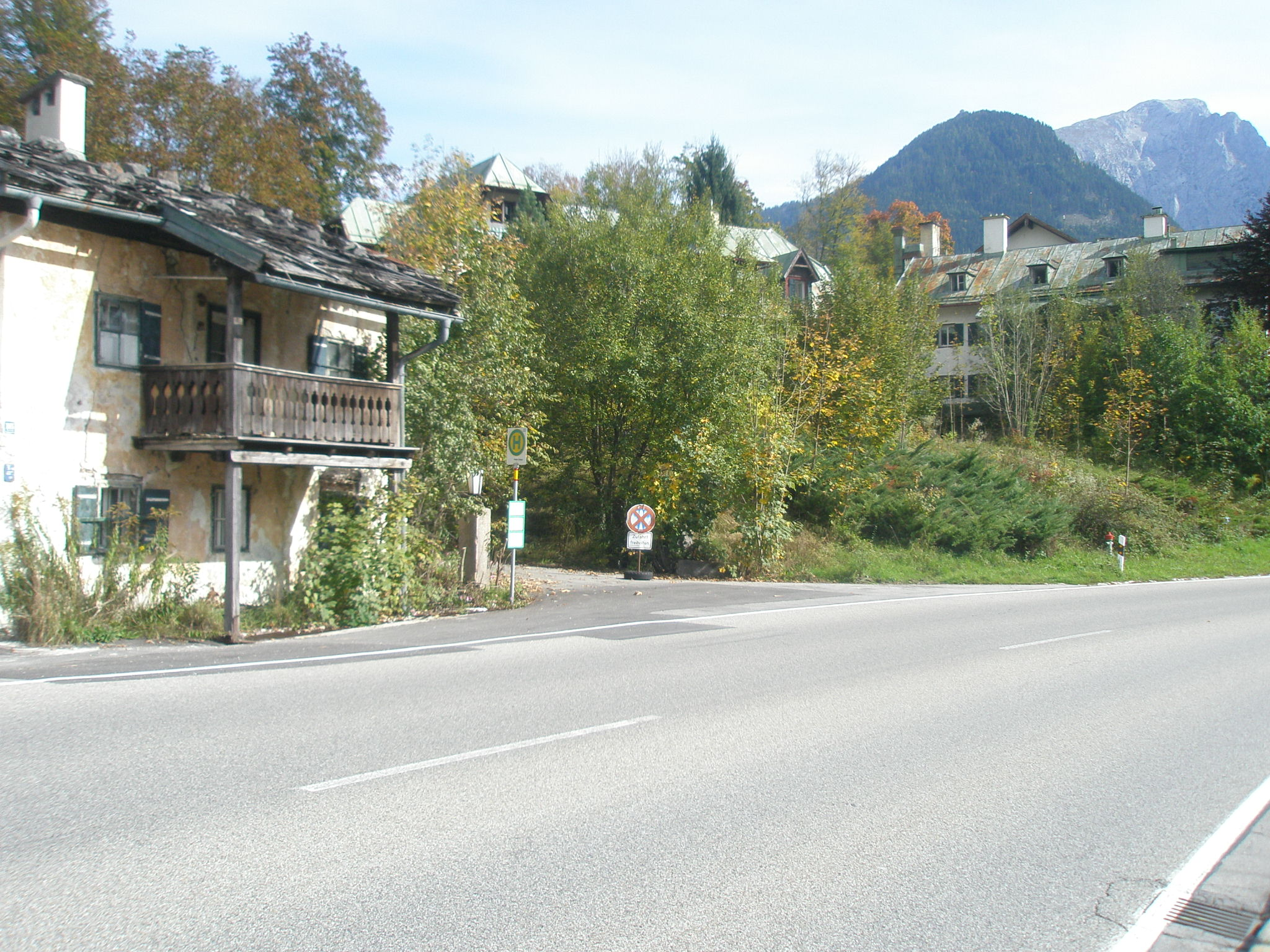
Hotel Geiger 2012, links das 2016 abgerissene Schneiderhäusl

Das 2016 kontrolliert zum Einsturz gebrachte ehemalige Handwerkerhaus war auch unter dem Namen Schneiderhäusel bekannt. Es lag an der heutigen Bundesstraße direkt links neben der Hotelzufahrt. Das Schneiderhäusel war ein zweigeschossiges verputztes Gebäude mit einem flachen, mit Legschindeln gedeckten Satteldach. Auf der Straßenseite hatte es einen von einem Schleppdach überdachten Holzbalkon.
Tankstelle mit Waschhaus
Das ehemals als Tankstelle mit Waschhaus genutzte Gebäude lag an der Straße links neben dem ehemaligen Schneiderhäusel. Es war ein Putzbau mit zwei Geschossen und einem flachen Satteldach und hatte einen eingeschossigen gedeckten Werkstattanbau.
Feuerwehrgerätehaus
Das Feuerwehrgerätehaus, auch als „Feuerlösch-Requisiten-Lokal“ bezeichnet, liegt an der Straße links neben dem ehemaligen Tankstellenstandort. Es ist ein erdgeschossiger Holzständerbau mit einem vorkragenden Satteldach, auf das früher noch ein Schlauchturm gesetzt war. Es ist das einzige noch erhaltene Gebäude des Ensembles.

### Architekturgeschichtliche Bedeutung
Das Hotel Geiger war laut den vom Deutschen Nationalkomitee für Denkmalschutz herausgegebenen Denkmalschutz Informationen (4/2006) ein „herausragendes Zeugnis des frühen Tourismus der Region Berchtesgaden in der zweiten Hälfte des 19. Jahrhunderts“. Während ansonsten vornehmlich Villen und Pensionen für die Touristen errichtet wurden, gehörte das Hotel Geiger zu den wenigen größeren Hotels aus dieser Zeit. Der Hotel-Anlage kommt „eine besondere Stellung in der Geschichte Berchtesgadens und überdies eine überregional bedeutende Denkmalqualität zu“, die Ausstattung der großen Repräsentationsräume mit „hochwertigen Wand- und Deckenvertäfelungen“ hat im „Zusammenhang mit der repräsentativen Fassadengestaltung im Stil des Historismus einen herausragenden Zeugniswert für die qualitätvolle Tourismuskultur des späten 19. Jahrhunderts“. Die Architektur dieses Gebäudeensembles knüpfte an das „regionaltypische Bauen“ an und ist um eine Einbindung in die Landschaft bemüht. Das Gesamterscheinungsbild der Hotelanlage war laut Denkmalschutz Informationen zum damaligen Zeitpunkt trotz unumgänglicher Renovierungsarbeiten und Erweiterungsbauten im rückwärtigen Bereich mit ihrer landschaftsgebundenen Bauweise vollständig erhalten.

### Denkmalschutz
Die historischen zum Hotelkomplex gehörenden Einzelgebäude waren in der Liste des Bayerischen Landesamtes für Denkmalpflege unter D-1-72-117-57 als Baudenkmal eingetragen. Dazu gehörten insbesondere das Haupthaus, das Neue Logierhaus, die Tankstelle mit Waschhaus und das daneben liegende Handwerkerhaus. Als eigenständiges Baudenkmal ist weiterhin unter D-1-72-117-98 das ehemalige Feuerwehrgerätehaus aufgeführt.

## Galerie

Zustand 2012
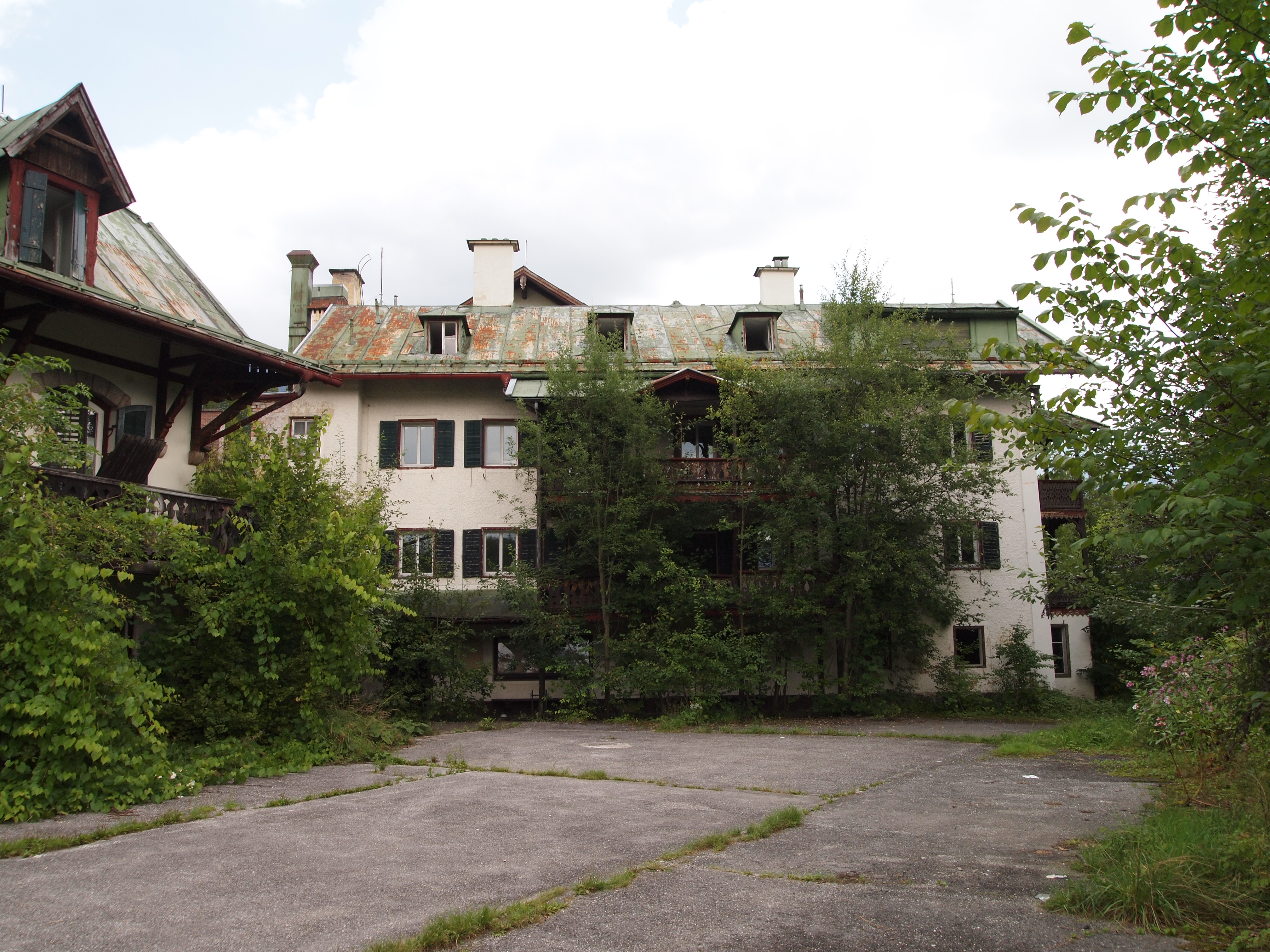
Logier- und Haupthaus
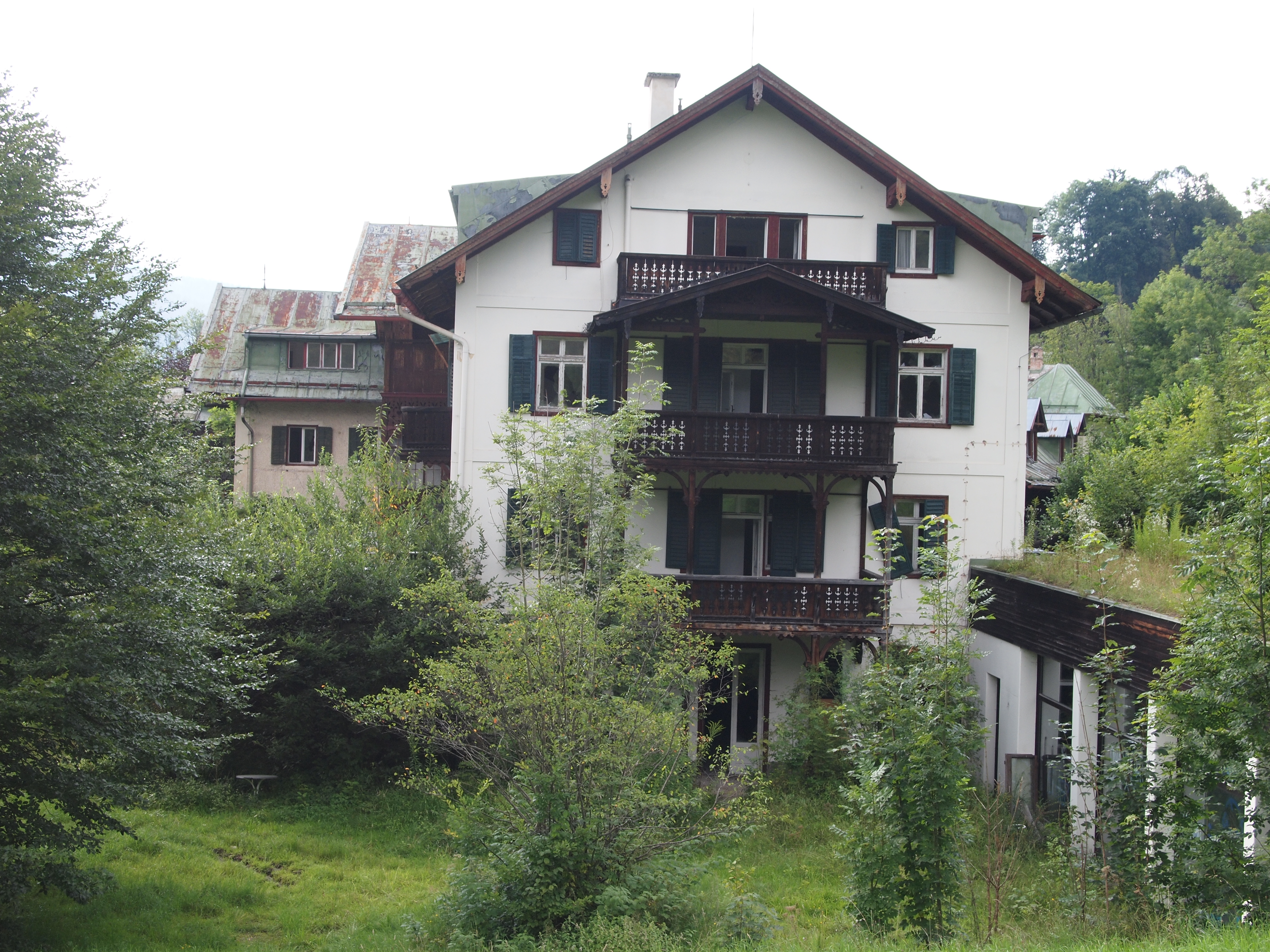
Seitenflügel Haupthaus
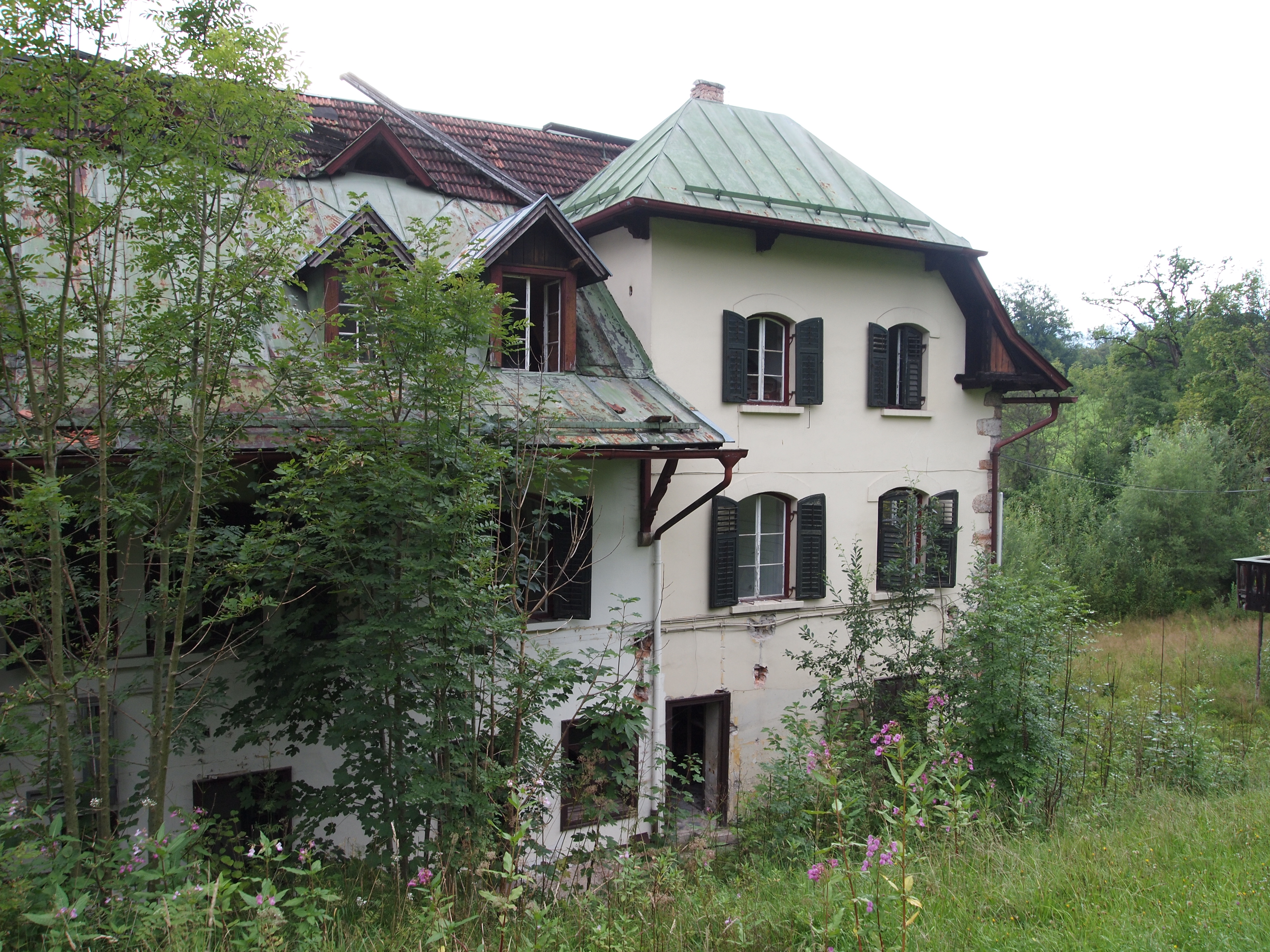
Rückansicht Logierhaus
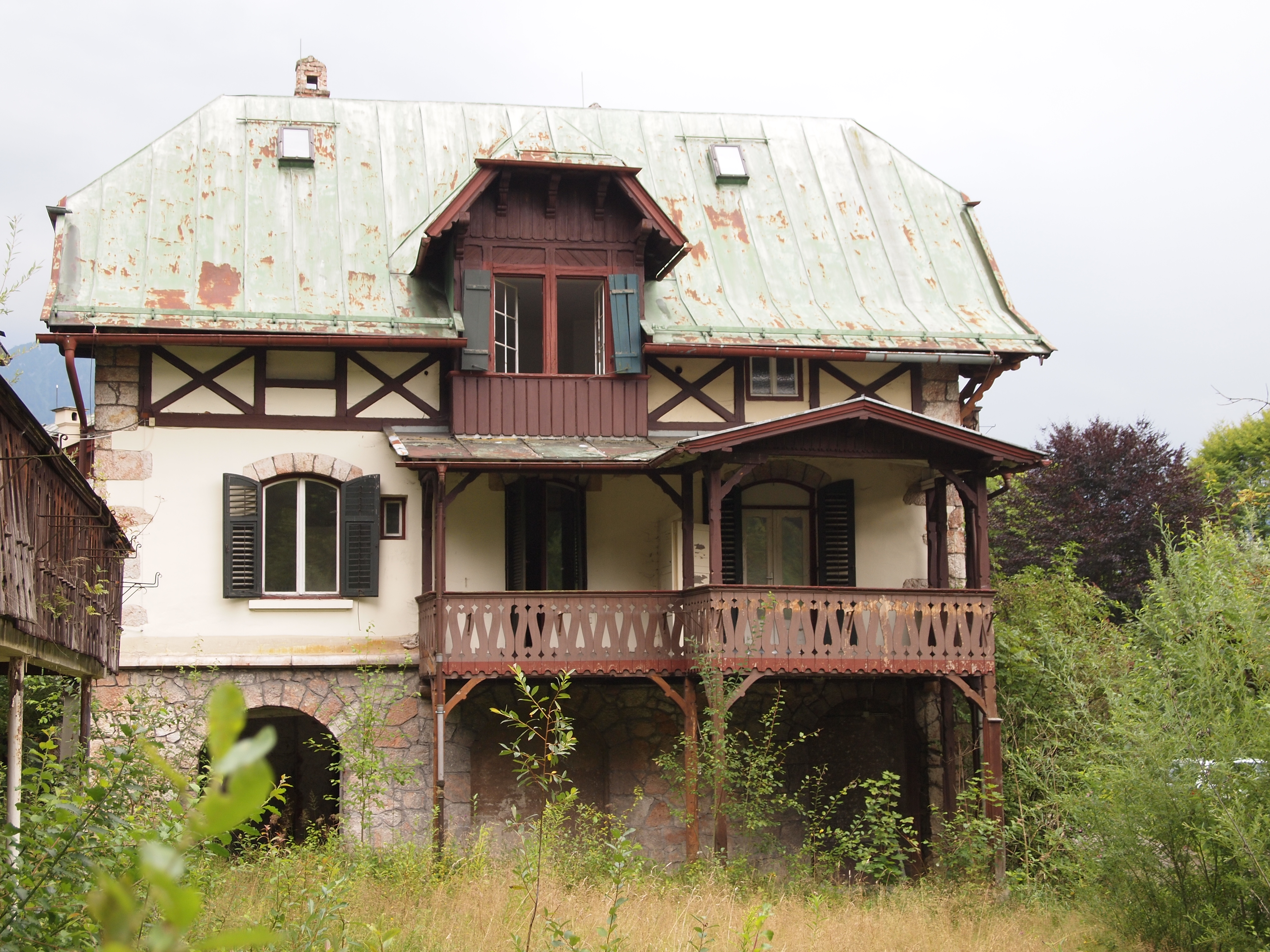
Seitenansicht Logierhaus